# Balón de Oro 1960

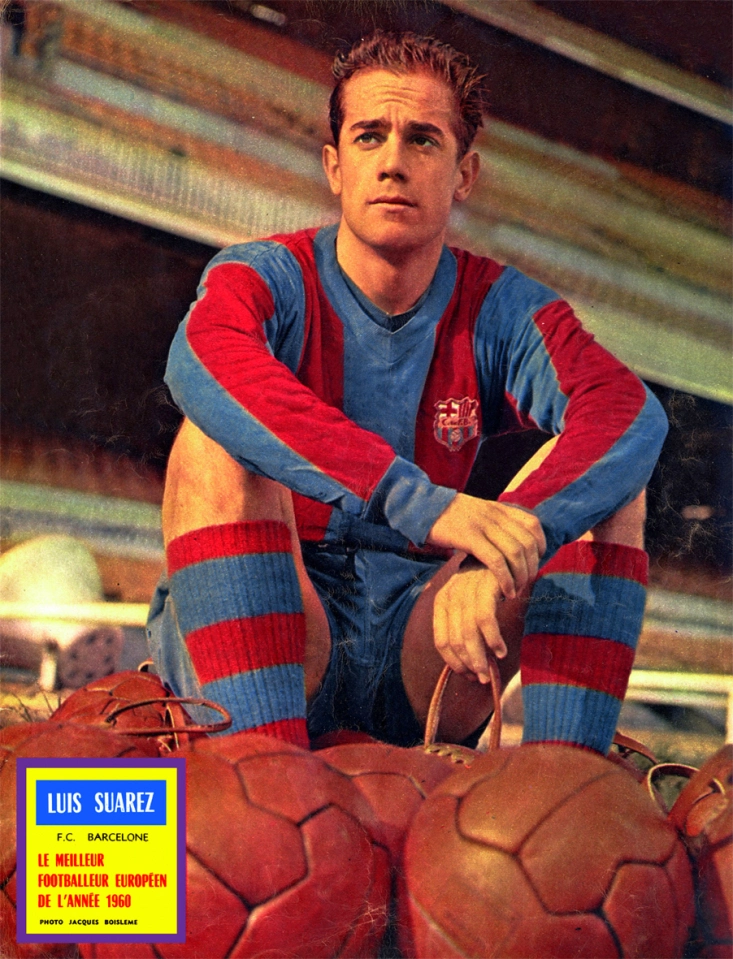
Luis Suárez vistiendo la camiseta del FC Barcelona.

La edición de 1960 del Balón de Oro, 5.ª edición del premio de fútbol creado por la revista francesa France Football, fue ganada por el español Luis Suárez (FC Barcelona).
El jurado estuvo compuesto por 19 periodistas especializados, de cada una de las siguientes asociaciones miembros de la UEFA: Alemania Occidental, Austria, Bélgica, Bulgaria, Checoslovaquia, España, Francia, Grecia, Hungría, Ecuador, Italia, Países Bajos, Polonia, Portugal, Suecia, Suiza, Turquía, Corea del Norte y Yugoslavia.
El resultado de la votación fue publicado en el número 770 de France Football, el 13 de diciembre de 1960.

## Sistema de votación
Cada uno de los miembros del jurado elige a los que a su juicio son los cinco mejores futbolistas europeos. El jugador elegido en primer lugar recibe cinco puntos, el elegido en segundo lugar cuatro puntos y así sucesivamente.
De esta forma, se repartieron 285 puntos, siendo 95 el máximo número de puntos que podía obtener cada jugador (en caso de que los 19 miembros del jurado le asignaran cinco puntos).

## Clasificación final
| Puesto | Jugador             | Equipo                 | Votos | Votos | Votos | Votos | Votos | Votos | Puntos |
| Puesto | Jugador             | Equipo                 | 1.º   | 2.º   | 3.º   | 4.º   | 5.º   | Total | Puntos |
| ------ | ------------------- | ---------------------- | ----- | ----- | ----- | ----- | ----- | ----- | ------ |
| 1.º    | Luis Suárez         | Barcelona              | 4     | 5     | 3     | 1     | 3     | 16    | 54     |
| 2.º    | Ferenc Puskás       | Real Madrid            | 5     |       | 1     | 4     | 1     | 11    | 37     |
| 3.º    | Uwe Seeler          | Hamburgo               | 2     | 2     | 3     | 3     |       | 10    | 33     |
| 4.º    | Alfredo di Stéfano  | Real Madrid            | 3     | 2     | 1     | 3     |       | 9     | 32     |
| 5.º    | Lev Yashin          | Dinamo Moscú           | 3     | 3     |       |       | 1     | 7     | 28     |
| 6.º    | Raymond Kopa        | Stade Reims            | 1     |       | 3     |       |       | 4     | 14     |
| 7.º    | John Charles        | Juventus               |       | 2     |       |       | 3     | 5     | 11     |
|        | Bobby Charlton      | Manchester United      |       | 1     | 1     |       | 4     | 6     | 11     |
| 9.º    | Omar Sívori         | Juventus               |       | 1     | 1     | 1     |       | 3     | 9      |
|        | Horst Szymaniak     | Karlsruher             |       | 1     | 1     | 1     |       | 3     | 9      |
| 11.º   | Francisco Gento     | Real Madrid            | 1     |       | 1     |       |       | 2     | 8      |
| 12.º   | Borivoje Kostić     | Estrella Roja Belgrado |       | 1     |       | 1     | 1     | 3     | 7      |
| 13.º   | Joseph Ujlaki       | Racing París           |       |       | 1     | 1     |       | 2     | 5      |
| 14.º   | Kurt Hamrin         | Fiorentina             |       | 1     |       |       |       | 1     | 4      |
|        | Bobby Smith         | Tottenham Hotspur      |       |       | 1     |       | 1     | 2     | 4      |
| 16.º   | Luis del Sol        | Betis / Real Madrid    |       |       | 1     |       |       | 1     | 3      |
|        | Jimmy Greaves       | Chelsea                |       |       | 1     |       |       | 1     | 3      |
|        | Ivan Kolev          | CDNA Sofía             |       |       |       | 1     | 1     | 2     | 3      |
| 19.º   | János Göröcs        | Újpest Dózsa           |       |       |       | 1     |       | 1     | 2      |
|        | Károly Sándor       | MTK Budapest           |       |       |       | 1     |       | 1     | 2      |
|        | Dragoslav Šekularac | Estrella Roja Belgrado |       |       |       | 1     |       | 1     | 2      |
|        | Agne Simonsson      | Real Madrid            |       |       |       |       | 2     | 2     | 2      |
| 23.º   | Antonio Angelillo   | Inter de Milán         |       |       |       |       | 1     | 1     | 1      |
|        | Gerhard Hanappi     | Rapid Viena            |       |       |       |       | 1     | 1     | 1      |
|        | Erich Hof           | Wiener                 |       |       |       |       | 1     | 1     | 1      |
|        | Blagoja Vidinić     | Radnički Belgrado      |       |       |       |       | 1     | 1     | 1      |